# Seiko Golden Grand Prix 2020
Der Seiko Golden Grand Prix 2020 war eine Leichtathletik-Veranstaltung, die am 23. August 2020 im Nationalstadion der japanischen Hauptstadt Tokio stattfand. Die Veranstaltung war Teil der World Athletics Continental Tour und zählte zu den Gold-Meetings, der höchsten Kategorie dieser Leichtathletik-Serie.

## Resultate

### Männer

#### 100 m
| Platz | Athlet            | Land | Zeit (s) |
| ----- | ----------------- | ---- | -------- |
| 1     | Yoshihide Kiryū   | JPN  | 10,14    |
| 2     | Asuka Cambridge   | JPN  | 10,16    |
| 3     | Ippei Takeda      | JPN  | 10,30    |
| 4     | Akihiro Higashida | JPN  | 10,31    |
| 5     | Hiroki Yanagita   | JPN  | 10,36    |
| 6     | Shūhei Tada       | JPN  | 10,37    |
| 7     | Kotaro Iwasaki    | JPN  | 10,43    |
| 8     | Yūki Koike        | JPN  | 10,53    |
| 9     | Kosuke Kawata     | JPN  | 10,65    |

Wind: −0,2 m/s

#### 200 m
| Platz | Athlet           | Land | Zeit (s) |
| ----- | ---------------- | ---- | -------- |
| 1     | Shōta Iizuka     | JPN  | 20,74    |
| 2     | Shōta Hara       | JPN  | 20,97    |
| 3     | Yoshihiro Someya | JPN  | 20,97    |
| 4     | Keigo Yasuda     | JPN  | 20,99    |
| 5     | Jun Yamashita    | JPN  | 21,18    |
| 6     | Kaishin Shimada  | JPN  | 21,42    |
| 7     | Yuki Kinoshita   | JPN  | 21,73    |
| 8     | Kirara Shiraishi | JPN  | 28,81    |
| 9     | Kenji Fujimitsu  | JPN  | 51,04    |

Wind: +0,6 m/s

#### 400 m
| Platz | Athlet             | Land | Zeit (s) |
| ----- | ------------------ | ---- | -------- |
| 1     | Rikuya Itō         | JPN  | 45,83    |
| 2     | Mizuki Obuchi      | JPN  | 46,25    |
| 3     | Yoshinobu Imoto    | JPN  | 46,67    |
| 4     | Kentarō Satō       | JPN  | 46,95    |
| 5     | Kazushi Kimura     | JPN  | 47,28    |
| 6     | Mitsuki Kawauchi   | JPN  | 47,29    |
| 7     | Kōta Wakabayashi   | JPN  | 47,72    |
| 8     | Julian Walsh       | JPN  | 97,60    |
| 9     | Masataka Yamashita | JPN  | DNS      |

#### 800 m
| Platz | Athlet           | Land | Zeit (min) |
| ----- | ---------------- | ---- | ---------- |
| 1     | Mikuto Kaneko    | JPN  | 1:47,30    |
| 2     | Junya Matsumoto  | JPN  | 1:47,48    |
| 3     | Daichi Setoguchi | JPN  | 1:48,54    |
| 4     | Shō Kawamoto     | JPN  | 1:49,64    |
| 5     | Yuki Futami      | JPN  | 1:50,10    |
| 6     | Taichi Ichino    | JPN  | 1:51,70    |
| 7     | Takuto Hanamura  | JPN  | 1:52,04    |
| 8     | Takahiro Hayashi | JPN  | 1:52,11    |
| 9     | Takumi Murashima | JPN  | 1:53,96    |
|       | Kentarō Usuda    | JPN  | DNF        |

#### 1500 m
| Platz | Athlet           | Land | Zeit (min) |
| ----- | ---------------- | ---- | ---------- |
| 1     | Ryōji Tatezawa   | JPN  | 3:41,07    |
| 2     | Yasunari Kusu    | JPN  | 3:41,39    |
| 3     | Ryota Matono     | JPN  | 3:42,02    |
| 4     | Nanami Arai      | JPN  | 3:42,53    |
| 5     | Ryōhei Sakaguchi | JPN  | 3:43,78    |
| 6     | Masaki Toda      | JPN  | 3:44,06    |
| 7     | Riku Kimura      | JPN  | 3:44,45    |
| 8     | Yasuhiro Kathuki | JPN  | 3:44,62    |
| 9     | Renya Maeda      | JPN  | 3:47,00    |
| 10    | Kohei Otake      | JPN  | 3:48,89    |
|       | Masaru Yamanaka  | JPN  | DNF        |

#### 110 m Hürden
| Platz | Athlet                | Land | Zeit (s) |
| ----- | --------------------- | ---- | -------- |
| 1     | Taiō Kanai            | JPN  | 13,45    |
| 2     | Rashiddo Muratake     | JPN  | 13,65    |
| 3     | Shunya Takayama       | JPN  | 13,74    |
| 4     | Anthony Kuriki        | JPN  | 13,79    |
| 5     | Ryota Fujii           | JPN  | 13,79    |
| 6     | Higashi Ishida-Thomas | JPN  | 14,09    |
| 7     | Ken Toyoda            | JPN  | 14,15    |
| 8     | Wataru Yazawa         | JPN  | 14,29    |
|       | Shuhei Ishikawa       | JPN  | DSQ      |

Wind: −0,4 m/s

#### 400 m Hürden
| Platz | Athlet             | Land | Zeit (s) |
| ----- | ------------------ | ---- | -------- |
| 1     | Takatoshi Abe      | JPN  | 49,31    |
| 2     | Masaki Toyoda      | JPN  | 49,82    |
| 3     | Tatsuhiro Yamamoto | JPN  | 50,34    |
| 4     | Kazunari Takada    | JPN  | 50,53    |
| 5     | Yūki Matsushita    | JPN  | 50,60    |
| 6     | Masaya Oda         | JPN  | 50,73    |
| 7     | Mahau Suguimati    | BRA  | 50,99    |
| 8     | Hiroya Kawagoe     | JPN  | 52,17    |
| 9     | Taiga Suzuki       | JPN  | 52,19    |

#### Hochsprung
| Platz | Athletin        | Land | Höhe (m) |
| ----- | --------------- | ---- | -------- |
| 1     | Takashi Etō     | JPN  | 2,27     |
| 2     | Tomohiro Shinno | JPN  | 2,24     |
| 3     | Naoto Tobe      | JPN  | 2,24     |
| 4     | Keitaro Fujita  | JPN  | 2,15     |
| 4     | Naoto Hasegawa  | JPN  | 2,15     |
| 4     | Ryō Satō        | JPN  | 2,15     |

#### Stabhochsprung
| Platz | Athletin         | Land | Höhe (m) |
| ----- | ---------------- | ---- | -------- |
| 1     | Seito Yamamoto   | JPN  | 5,60     |
| 2     | Masaki Ejima     | JPN  | 5,50     |
| 3     | Shingo Sawa      | JPN  | 5,40     |
| 4     | Takuma Ishikawa  | JPN  | 5,40     |
| 5     | Daichi Sawano    | JPN  | 5,30     |
| 5     | Tomoki Yamamoto  | JPN  | 5,30     |
| 7     | Kosei Takekawa   | JPN  | 5,30     |
| 8     | Kazuya Ishibashi | JPN  | 5,10     |

#### Weitsprung
| Platz | Athletin          | Land | Weite (m) |
| ----- | ----------------- | ---- | --------- |
| 1     | Yūki Hashioka     | JPN  | 7,96      |
| 2     | Hibiki Tsuha      | JPN  | 7,76      |
| 3     | Shōtarō Shiroyama | JPN  | 7,71      |
| 4     | Daiki Oda         | JPN  | 7,62      |
| 5     | Natsuki Yamakawa  | JPN  | 7,62      |
| 6     | Kota Minemura     | JPN  | 7,48      |
| 7     | Koki Fujihara     | JPN  | 7,42      |
| 8     | Ryutaro Tanaka    | JPN  | 6,90      |

#### Speerwurf
| Platz | Athlet            | Land | Weite (m) |
| ----- | ----------------- | ---- | --------- |
| 1     | Genki Dean        | JPN  | 84,05     |
| 2     | Ryōhei Arai       | JPN  | 81,02     |
| 3     | Kennosuke Sougawa | JPN  | 78,55     |
| 4     | Takuto Kominami   | JPN  | 77,35     |
| 5     | Kenji Ogura       | JPN  | 76,81     |
| 6     | Yusaku Iwao       | JPN  | 74,29     |
| 7     | Gen Naganuma      | JPN  | 73,89     |
| 8     | Yuta Sakiyama     | JPN  | 70,84     |

### Frauen

#### 100 m
| Platz | Athlet          | Land | Zeit (s) |
| ----- | --------------- | ---- | -------- |
| 1     | Mei Kodama      | JPN  | 11,62    |
| 2     | Remi Tsuruta    | JPN  | 11,72    |
| 3     | Hina Ishido     | JPN  | 11,86    |
| 4     | Kanako Yuasa    | JPN  | 11,95    |
| 5     | Hanae Aoyama    | JPN  | 11,97    |
| 6     | Sakiho Kageyama | JPN  | 11,99    |
| 7     | Midori Mikase   | JPN  | 12,01    |
| 8     | Mayako Sagi     | JPN  | 12,07    |

Wind: −0,9 m/s

#### 400 m
| Platz | Athlet           | Land | Zeit (s) |
| ----- | ---------------- | ---- | -------- |
| 1     | Seika Aoyama     | JPN  | 53,35    |
| 2     | Nanako Matsumoto | JPN  | 53,80    |
| 3     | Airi Oshima      | JPN  | 53,97    |
| 4     | Mae Hirosawa     | JPN  | 54,61    |
| 5     | Konomi Takeishi  | JPN  | 54,63    |
| 6     | Mayu Inaoka      | JPN  | 55,04    |
| 7     | Mizuna Ono       | JPN  | 56,02    |

#### 800 m
| Platz | Athlet         | Land | Zeit (min) |
| ----- | -------------- | ---- | ---------- |
| 1     | Ayaka Kawata   | JPN  | 2:05,60    |
| 2     | Ayano Shiomi   | JPN  | 2:06,24    |
| 3     | Yuki Hirota    | JPN  | 2:06,86    |
| 4     | Mio Kawashima  | JPN  | 2:08,09    |
| 5     | Maki Ueda      | JPN  | 2:08,76    |
| 6     | Hana Yamada    | JPN  | 2:08,83    |
| 7     | Riku Kikuchi   | JPN  | 2:09,31    |
| 8     | Salina Hillier | JPN  | 2:10,51    |

#### 1500 m
| Platz | Athlet               | Land | Zeit (min) |
| ----- | -------------------- | ---- | ---------- |
| 1     | Nozomi Tanaka        | JPN  | 4:05,27 NR |
| 2     | Ran Urabe            | JPN  | 4:11,75    |
| 3     | Kaede Hagitani       | JPN  | 4:13,14    |
| 4     | Hellen Ekarare Lobun | KEN  | 4:17,00    |
| 5     | Yume Goto            | JPN  | 4:22,26    |
| 6     | Natsu Hashimoto      | JPN  | 4:23,13    |
| 7     | Ayako Jinnouchi      | JPN  | 4:23,31    |
| 8     | Runa Nakasu          | JPN  | 4:31,92    |
| 9     | Yumi Yoshikawa       | JPN  | 4:32,46    |

#### 100 m Hürden
| Platz | Athlet           | Land | Zeit (s) |
| ----- | ---------------- | ---- | -------- |
| 1     | Asuka Terada     | JPN  | 13,03    |
| 2     | Masumi Aoki      | JPN  | 13,09    |
| 3     | Chisato Kiyoyama | JPN  | 13,19    |
| 4     | Yumi Tanaka      | JPN  | 13,27    |
| 5     | Miho Suzuki      | JPN  | 13,30    |
| 6     | Mako Fukube      | JPN  | 13,33    |
| 7     | Hitomi Shimura   | JPN  | 13,36    |
| 8     | Ayaka Ito        | JPN  | 13,90    |
| 9     | Nana Fujimori    | JPN  | 14,03    |

Wind: +0,3 m/s

#### 400 m Hürden
| Platz | Athlet          | Land | Zeit (s) |
| ----- | --------------- | ---- | -------- |
| 1     | Sekimoto Moeka  | JPN  | 57,51    |
| 2     | Aisya Iburahimo | JPN  | 58,11    |
| 3     | Kana Koyama     | JPN  | 58,14    |
| 4     | Akiko Ito       | JPN  | 58,56    |
| 5     | Eri Utsunomiya  | JPN  | 59,86    |
| 6     | Haruka Shibata  | JPN  | 60,15    |
| 7     | Moe Mizuguchi   | JPN  | 60,50    |
| 8     | Riho Beppu      | JPN  | 61,24    |
| 9     | Moe Oshiden     | JPN  | 63,18    |

#### 3000 m Hindernis
| Platz | Athlet          | Land | Zeit (min) |
| ----- | --------------- | ---- | ---------- |
| 1     | Reimi Yoshimura | JPN  | 9:54,50    |
| 2     | Yukari Ishizawa | JPN  | 9:55,98    |
| 3     | Yuki Akiyama    | JPN  | 9:58,31    |
| 4     | Yuzu Nishide    | JPN  | 10:05,00   |
| 5     | Nana Satō       | JPN  | 10:17,26   |
| 6     | Karin Akahori   | JPN  | 10:30,90   |
| 7     | Chikako Mori    | JPN  | 10:30,93   |
| 8     | Soyoka Segawa   | JPN  | 10:33,93   |
| 9     | Satsuki Horio   | JPN  | 10:37,36   |
| 10    | Kana Miura      | JPN  | 10:42,66   |
|       | Yui Yabuta      | JPN  | DNF        |

#### Weitsprung
| Platz | Athletin        | Land | Weite (m) |
| ----- | --------------- | ---- | --------- |
| 1     | Sumire Hata     | JPN  | 6,24      |
| 2     | Ayaka Kōra      | JPN  | 6,22      |
| 3     | Hitomi Nakano   | JPN  | 5,96      |
| 4     | Nagisa Yamamoto | JPN  | 5,95      |
| 5     | Yu Minemura     | JPN  | 5,77      |
| 6     | Saki Takemoto   | JPN  | 5,74      |
| 7     | Yurina Hiraka   | JPN  | 5,52      |